# چیچی‌جیما
چیچی جیما (大村) بزرگ‌ترین و پرجمعیت‌ترین جزیره در جزایر اوگاساوارا است. چیچیجیما در ۲۴۰ کیلومتری (۱۵۰ مایل) شمال ایوو جیما قرار دارد. این جزیره با وسعت ۲۳٫۵ کیلومتر مربع (۹٫۱ مایل مربع)، جمعیت حدود ۲۱۲۰ نفر (۲۰۲۱) است.